# Sergio Alfaro Salas
Sergio Alfaro Salas (Alajuela, 30 de enero de 1971) es un abogado, politólogo y político costarricense.
Durante la Administración Solís Rivera fue  ministro de la Presidencia (2015-2018) y Presidente Ejecutivo del Instituto Nacional de Seguros. Alfaro viene de una familia de políticos, siendo nieto del expresidente Rodrigo Carazo Odio e hijo del exdiputado Mario Carazo Zeledón. Es abogado y notario graduado de la Escuela Libre de Derecho con estudios de posgrado en la Universidad de Costa Rica y de ciencias políticas de la Universidad de Salamanca. Ha ejercido como abogado en la Procuraduría General de la República, la Dirección General de Tributación Directa, en su despacho particular en Alajuela y en el Bufete Arias y Muñoz; y como profesor universitario en la Universidad de Costa Rica y en la Universidad Escuela Libre de Derecho. Miembro fundador del Partido Acción Ciudadana, fue diputado por el mismo en el período 2007 a 2010 sustituyendo a la diputada Nidia González cuando ésta renunció. Nombrado ministro de la Presidencia y presidente ejecutivo del Instituto Nacional de Seguros por el presidente de la República Luis Guillermo Solís, renunció al cargo para asumir el de ministro de la Presidencia tras la renuncia de Melvin Jiménez Marín.